# Promise and Terror
Promise and Terror – drugi studyjny album brytyjskiej heavymetalowej formacji Blaze Bayley, wydany 1 lutego 2010 roku przez Blaze Bayley Recordings.

## Lista utworów
1. „Watching the Night Sky” – 3:36
2. „Madness and Sorrow” – 3:09
3. „1633” – 6:03
4. „God of Speed” – 5:48
5. „City of Bones” – 6:26
6. „Faceless” – 3:46
7. „Time to Dare” – 5:41
8. „Surrounded by Sadness” – 3:59
9. „The Trace of Things That Have No Words” – 5:48
10. „Letting Go of the World” – 6:24
11. „Comfortable in Darkness” – 5:00

## Twórcy
- Blaze Bayley – wokal
- Nicolas Bermudez – gitara
- Jay Walsh – gitara
- David Bermudez – gitara basowa
- Larry Paterson – perkusja